# Aleksandar Mitrović (Fußballspieler, 1998)
Aleksandar Mitrović (serbisch-kyrillisch Александар Митровић, * 10. August 1998 in Užice) ist ein serbischer Fußballspieler.

## Karriere
Aleksandar Mitrović erlernte das Fußballspiele in der Jugend des FK Sloboda Užice im serbischen Užice. Hier unterschrieb er am 1. Juli 2016 seinen ersten Vertrag. Der Verein spielte in der zweiten serbischen Liga. Von Februar 2017 bis Juni 2018 wurde er an den ebenfalls in der zweiten Liga spielenden FK Zlatibor Čajetina ausgeliehen. Für den Verein aus Čajetina bestritt er zwei Pokalspiele. Nach der Ausleihe kehrte er nach Užice zurück. Nach insgesamt neun Ligaspielen für Užice ging er im Februar 2019 in die Slowakei, wo er in Prešov einen Vertrag beim Zweitligisten 1. FC Tatran Prešov unterschrieb. Bis Saisonende bestritt er 13 Zweitligaspiele. Der kroatische Zweitligist NK BSK Bijelo Brdo nahm ihn im August 2020 unter Vertrag. Bis Januar 2021 bestritt er für den Klub aus Bijelo Brdo zwanzig Ligaspiele. Anfang Februar 2021 kehrte er in seine Heimat Serbien zurück. Hier spielte er bis Mitte Januar 2025 für die Vereine FK Borac Čačak, Timok Zaječar, FK Zlatibor Čajetina und FK Jedinstvo Surčin. Mitte Januar 2025 zog es ihn nach Asien. Hier unterschrieb er in Hongkong einen Vertrag beim Erstligisten Eastern AA. Am 30. Januar 2025 stand er mit Eastern im Endspiel des Hong Kong Senior Challenge Shield. Hier konnte man sich mit 1:0 gegen den Lee Man FC durchsetzen. Nach der Saison wurde sein Vertrag nicht verlängert. Für Eastern bestritt er zwölf Erstligaspiele. Im Sommer 2025 nahm ihn der thailändische Zweitligist Nongbua Pitchaya FC unter Vertrag.

## Erfolge
Eastern AA
- Hong Kong Senior Challenge Shield: 2024/25